# 石井慧

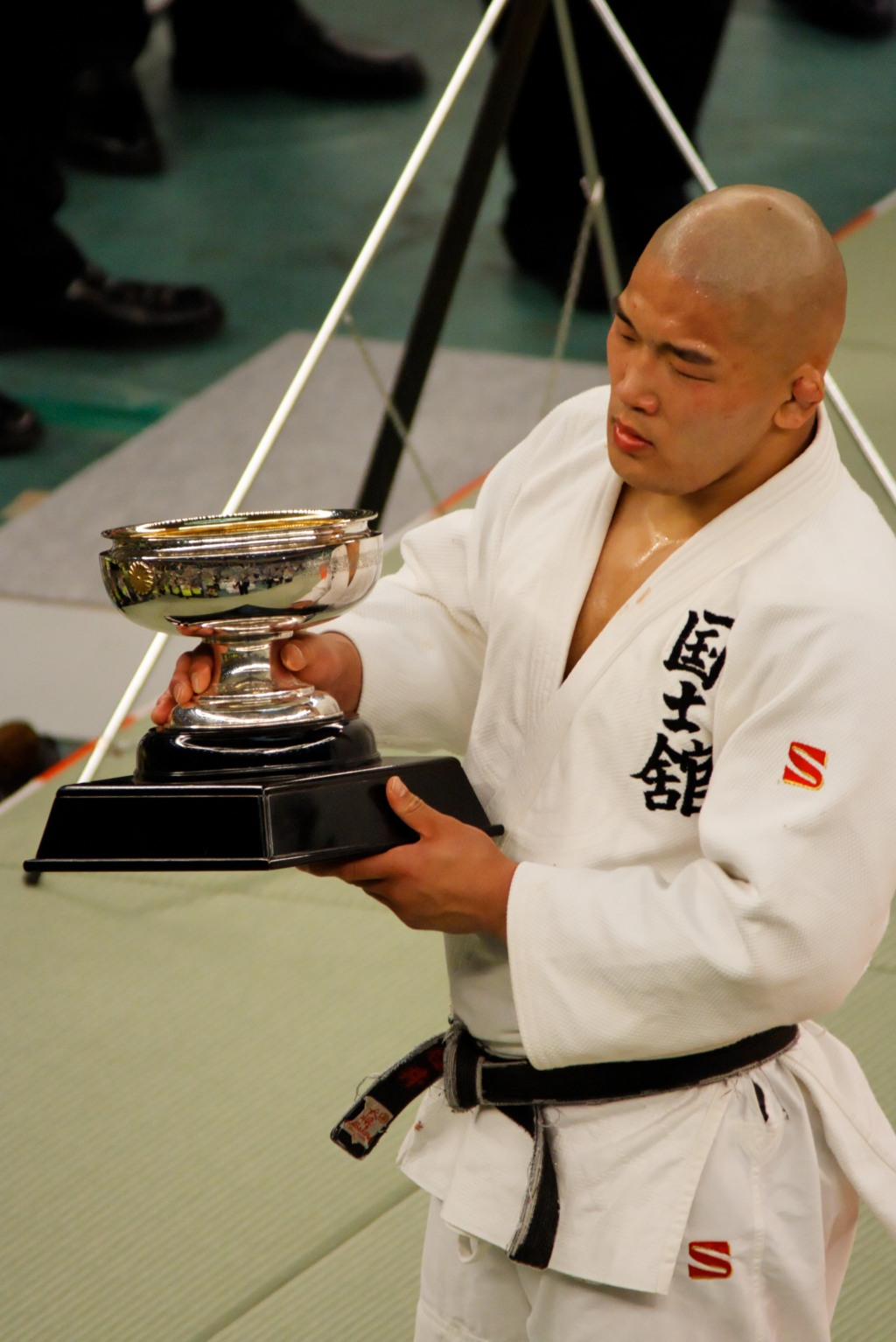
石井慧

石井慧（1986年12月19日—）生于大阪府茨木市，是一名前日本男子柔道兼综合格斗运动员。2019年，他成为克罗地亚公民，与此同时也失去了日本国籍。
2009年,他曾參加全員逃走中，2024年，這次他扮演獵人，在復活任務中登場。